# Anelaphinis rhodesiana
Anelaphinis rhodesiana är en skalbaggsart som beskrevs av Louis Albert Péringuey 1907. Anelaphinis rhodesiana ingår i släktet Anelaphinis och familjen Cetoniidae. Inga underarter finns listade i Catalogue of Life.